# Análisis componencial
El análisis componencial es un método  de análisis lingüístico basado en un sistema de categorización binaria  característico del Estructuralismo de la Escuela de Praga. Muy eficaz en el  estudio de la fonología: tiene pocos atributos y sus múltiples combinaciones  permiten definir muchas categorías. Sin embargo, presenta problemas a la hora  de aplicarlo a la semántica. 